# Erik Jørgensen
Erik Jørgensen   (Nyborg, 21 d'abril de 1920 - Odense, 9 de juny de 2005) va ser un atleta danès, especialista en curses de mig fons, que va competir durant la dècada de 1940.
El 1948 va prendre part en els Jocs Olímpics de Londres, on fou novè en els 1.500 metres del programa d'atletisme.
En el seu palmarès destaquen una medalla de bronze en els 1.500 metres del Campionat d'Europa d'atletisme de 1946, a Oslo, i onze campionats nacionals, un dels 800, quatre dels 1.500 metres i sis per equips.

## Millors marques
- 800 metres. 1' 51.4" (1947)
- 1.500 metres. 3' 50.4" (1948)[1][3]